# John Pascoe Fawkner
John Pascoe Fawkner (20 de outubro de 1792 – 4 de setembro de 1869) foi um pioneiro australiano, empresário e político de Melbourne, na Austrália. Em 1835, ele financiou um grupo de colonos livres da Terra de Van Diemen (agora chamada Tasmânia), para navegar para o continente em seu navio, Enterprize. O grupo de Fawkner navegou para Port Phillip e subiu o rio Yarra para fundar um assentamento que mais tarde se tornou a cidade de Melbourne.